# Sakhanu
Sakhanu é uma cidade e uma nagar panchayat no distrito de Budaun, no estado indiano de Uttar Pradesh.

## Demografia
Segundo o censo de 2001, Sakhanu tinha uma população de 8809 habitantes. Os indivíduos do sexo masculino constituem 54% da população e os do sexo feminino 46%. Sakhanu tem uma taxa de literacia de 30%, inferior à média nacional de 59.5%: a literacia no sexo masculino é de 38% e no sexo feminino é de 20%. Em Sakhanu, 22% da população está abaixo dos 6 anos de idade.